# Sunday Bloody Sunday
Sunday Bloody Sunday – piosenka rockowej grupy U2, pochodząca z jej wydanego w 1983 roku albumu, War. Utwór jest pierwszym na tej płycie, a w marcu 1983 roku został wydany jako trzeci singel ją promujący. Piosenka jest jednym z utworów zespołu o tematyce politycznej. Jej tekst odnosi się do wydarzeń Krwawej niedzieli z 30 stycznia 1972, mających miejsce w Londonderry podczas kryzysu w Irlandii Północnej.
Singel został oryginalnie wydany w marcu 1983 roku, tylko w Niemczech i Holandii. W tym samym czasie, w innych państwach ukazał się inny singel zespołu, „Two Hearts Beat as One”. Piosenka spotkała się w większości z pozytywnymi ocenami krytyków.
Obecnie utwór uznawany jest za jedną z charakterystycznych piosenek grupy. Jej własną wersję nagrało wielu różnych artystów (m.in. Ignite, The Living End).

## Lista utworów

### Wersja 1
1. „Sunday Bloody Sunday” – 4:34
2. „Endless Deep” – 2:58

Najpopularniejsze wydanie na 7", dostępne w Niemczech i Holandii.

### Wersja 2
1. „Sunday Bloody Sunday” – 4:34
2. „Two Hearts Beat as One (edycja na 7") – 3:52

Mniej popularne wydanie na 7". Była to wersja alternatywna poprzedniego wydania.

### Wersja 3
1. „Sunday Bloody Sunday” – 4:34
2. „Red Light” – 4:03

Wydanie na 7", dostępne w Japonii. Jako jedyne posiadało inną okładkę oraz utwór dodatkowy, różniący się od innych wydań.

### Wersja 4
1. „Sunday Bloody Sunday” (wersja albumowa) – 4:34
2. „Two Hearts Beat as One” (US Remix) – 5:40
3. „New Year’s Day” (US Remix) – 4:30

Wydanie na 12", dostępne w większości krajów europejskich, a później również w Australii.

## Pozycje
| Rok  | Singel                 | Kraj/Lista                                 | Pozycja |
| ---- | ---------------------- | ------------------------------------------ | ------- |
| 1985 | „Sunday Bloody Sunday” | Holandia (Dutch Top 40)                    | #3      |
| 1983 | „Sunday Bloody Sunday” | Stany Zjednoczone (Mainstream Rock Tracks) | #7      |